# Le Café du pont
Le Café du pont és una pel·lícula francesa dirigida per Manuel Poirier, estrenada el 2010. És una adaptació de l'autobiografia homònima de Pierre Perret publicada l'any 2005.

## Argument
La primavera de 1947, al sud-oest de França, Pierrot, d'uns dotze anys, pesca amb la companyia alegre de petits gossos en un canal. Orgullós de la seva pesca, torna a casa per trobar els seus pares que dediquen molt del seu temps i totes les seves energies al seu cafè, “Le Café du pont”, on vénen treballadors i barquers.
Pierrot i el seu germà petit van créixer en el context del cafè, amb els seus habituals, en una família modesta, unida i feliç que va viure les restriccions de la guerra i l'ocupació alemanya. Malgrat els rebuts a pagar i tota la feina que el cafè requereix dels seus pares, el seu pare somia amb construir una gran sala de ball. Però un dia, al metge, el pare de Pierrot s'assabentarà que la seva dona, que s'ha esgotat massa a la feina, ha de descansar. I encara que el Café du pont sigui tota la seva vida, la mare de Pierrot ha de deixar de treballar...

## Repartiment
- Bernard Campan: Maurice Perret, un dinàmic propietari de cafeteria, pare de Pierrot i Jeannot
- Cécile Rebboah: Claudia Perret, la seva valenta dona i la seva fidel mà dreta
- Thomas Durastel: Pierre Perret conegut com a Pierrot, el fill gran de Maurice i Claudia
- Julien Demarty: Jean Perret dit Jeannot, el fill petit de Maurice i Claudia
- Sergi López: El desratitzador
- Sacha Bourdo: Marek, un fugitiu polonès rescatat per Maurice
- Robert Garrouste: Jules, el sacerdot
- Bernard Le Gall: Hubert, un amic burlador del capellà i dels Perret
- Loïc Baylacq: Pare Coste
- Philippe Mangione: Fernand, un habitual del Café du Pont
- Denis Haerens: Faure
- Philippe Escande: Marius
- Jean-Louis Reynes: Insígnia
- Lucy Harrison: Clarence
- Cédrick Lanoë: Henri
- Thomas Arnaud: Dédé, un resistent amic de Maurice
- Michel Venot: El escombrador de la xemeneia
- Thierry Calas: El mestre malvat
- Ulrich Funke: El tinent alemany
- Frédéric Guerbert: Un soldat alemany barallat
- Jean-Pierre Majorel: El pescador matinal
- Christian Portron: El segon pescador del matí
- Henri Carlin: el client buscaraons[2]

## Polèmica amb Pierre Perret
Amb motiu de l'estrena de la pel·lícula, Pierre Perret va dir que estava "catastrofitzat" per aquesta adaptació del seu llibre de records, del qual va jutjar que tot el "sabor original" havia desaparegut. També va lamentar haver estat exclòs del rodatge i que la música de la pel·lícula no li hagi estat confiada.